# Angel Kerezov
Angel Stojanov Kerezov (in bulgaro Ангел Стоянов Керезов?; Priseltsi, 24 luglio 1939) è un ex lottatore bulgaro, specializzato nella lotta greco-romana.

## Palmarès

### Olimpiadi
- 1 medaglia:
  - 1 argento (Tokyo 1964 nei pesi mosca)

### Mondiali
- 2 medaglie:
  - 1 oro (Toledo 1966 nei pesi mosca)
  - 1 bronzo (Tampere 1965 nei pesi mosca)